# نايجل كينيدي
نايجل كينيدي (بالإنجليزية: Nigel Kennedy)‏ (و. 1889 – 1964 م) هو، من المملكة المتحدة، كان عضوًا في حزب المحافظين، توفي عن عمر يناهز 75 عاماً.

## مناصب
تولى منصب عضو البرلمان في المملكة المتحدة ‏.

## التعليم
تعلم في مدرسة هرو، وكلية الثالوث، كامبريدج.

## الخدمة العسكرية
خدم في الجيش البريطاني.